# Ronde van Groot-Brittannië 1994
De Kellogg's Tour of Britain 1994 was een wielerkoers in Groot-Brittannië, die werd gehouden van maandag 8 augustus tot en met vrijdag 12 augustus 1994. Het was de achtste en laatste editie van deze meerdaagse profwielerronde onder deze naam, die vanaf 1998 verderging als de Prudential Tour en Tour of Britain (Nederlands: Ronde van Groot-Brittannië). De eindzege ging naar Maurizio Fondriest. De Italiaan schreef twee etappes op zijn naam.

## Etappe-overzicht
| etappe    | datum       | start      | finish     | afstand       | winnaar            | klassementsleider  |
| --------- | ----------- | ---------- | ---------- | ------------- | ------------------ | ------------------ |
| 1e        | 8 augustus  | Glasgow    | Glasgow    | 207 km        | Maurizio Fondriest | Maurizio Fondriest |
| 2e        | 9 augustus  | Carlisle   | Blackpool  | 182 km        | Wiebren Veenstra   | Maurizio Fondriest |
| 3e deel a | 10 augustus | Bolton     | Bolton     | 12.5 km (ITT) | Maurizio Fondriest | Maurizio Fondriest |
| 3e deel b | 10 augustus | Liverpool  | Liverpool  | 60 km         | Andrei Tchmil      | Maurizio Fondriest |
| 4e        | 11 augustus | Chedrie    | Leicester  | 193 km        | Olaf Ludwig        | Maurizio Fondriest |
| 5e        | 12 augustus | Nottingham | Manchester | 149 km        | Ján Svorada        | Maurizio Fondriest |

## Eindklassementen

### Algemeen klassement
| Kellogg's Tour of Britain 1994 |                       |                         |           |
| Plaats                         | Naam                  | Ploeg                   | Tijd      |
| Gele trui                      | Maurizio Fondriest    | Lampre-Ceramica Panaria | 20u54'53" |
| 2                              | Vjatsjeslav Jekimov   | WordPerfect             | +00' 21"  |
| 3                              | Olaf Ludwig           | Team Telekom            | +00' 27"  |
| 4                              | Ján Svorada           | Lampre-Ceramica Panaria | +00' 46"  |
| 5                              | Rolf Aldag            | Team Telekom            | +00' 53"  |
| 6                              | Sean Yates            | Peugeot                 | +00' 55"  |
| 7                              | Oleksandr Hontsjenkov | Lampre-Ceramica Panaria | +01' 02"  |
| 8                              | Norman Alvis          | Motorola                | +01' 04"  |
| 9                              | Frankie Andreu        | Motorola                | +??' ??"  |
| 10                             | Scott Sunderland      | TVM-Bison Kit           | +01' 12"  |
|                                |                       |                         |           |
| 12                             | Edwig Van Hooydonck   | WordPerfect             | +01' 13"  |
| 14                             | Danny Nelissen        | TVM-Bison Kit           | +01' 16"  |

1987 · 
1988 · 
1989 · 
1990 · 
1991 · 
1992 · 
1993 · 
1994 · 
1995 · 
1996 · 
1997 · 
1998 · 
1999 · 
2000 · 
2001 · 
2002 · 
2003 · 
2004 · 
2005 · 
2006 · 
2007 · 
2008 · 
2009 · 
2010 · 
2011 · 
2012 · 
2013 · 
2014 · 
2015 · 
2016 ·
2017 · 
2018 ·
2019 ·
2020 · 
2021 · 
2022 · 
2023 · 
2024 ·